# Coupe d'Union soviétique de football 1953
Navigation
Édition 1952 Édition 1954
La Coupe d'Union soviétique 1953 est la 14e édition de la Coupe d'Union soviétique de football. Elle se déroule entre le 23 août et le 10 octobre 1953.
La finale se joue le 10 octobre 1953 au stade Dynamo de Moscou et voit la victoire du Dynamo Moscou, qui remporte sa deuxième coupe nationale aux dépens du Zénith Kouïbychev.

## Format
Un total de 56 équipes prennent part à la compétition, cela incluant l'intégralité des 38 participants aux deux premières divisions soviétiques, à laquelle s'ajoutent les 18 formations ayant remporté les coupes des seize républiques socialistes soviétiques et des villes de Léningrad et de Moscou.
Le tournoi se divise en huit tours. Chaque confrontation prend la forme d'une rencontre unique jouée sur la pelouse d'une des deux équipes. En cas d'égalité à l'issue du temps réglementaire d'un match, une prolongation est jouée. Si celle-ci ne suffit pas à départager les deux équipes, le match est rejoué ultérieurement.

## Résultats

### Troisième tour
Les rencontres de ce tour sont jouées entre le 30 août et le 18 septembre 1953.
| Date              | Locaux                          | Score   | Visiteurs                  |
| ----------------- | ------------------------------- | ------- | -------------------------- |
| 30 août 1953      | Chakhtior Stalino (D2)          | 1 - 0   | Dynamo-2 Moscou            |
| 6 septembre 1953  | Metallourg Dniepropetrovsk (D2) | 1 - 0   | (D2) Torpedo Rostov        |
| 10 septembre 1953 | Iskra Frounzé (D2)              | 0 - 2   | (D2) Daugava Riga          |
| 12 septembre 1953 | Avangard Tcheliabinsk (ru) (D2) | forfait | (D2) Dinamo Erevan         |
| 15 septembre 1953 | Bourevestnik Kichinev (D2)      | 0 - 1   | (D2) Dinamo Alma-Ata (ru)  |
| 16 septembre 1953 | Spartak Achkhabad (D2)          | 1 - 0   | (D2) Spartak Tachkent (ru) |
| 18 septembre 1953 | Torpedo Stalingrad (D2)         | 1 - 4   | (D2) Metallourg Zaporojié  |
| 18 septembre 1953 | Équipe de Léninabad (D2)        | 8 - 4   | (D2) Neftianik Bakou       |

### Seizièmes de finale
Les rencontres de ce tour sont jouées le 17 septembre 1953.
| Date              | Locaux                    | Score   | Visiteurs                       |
| ----------------- | ------------------------- | ------- | ------------------------------- |
| 17 septembre 1953 | Daugava Riga (D2)         | 5 - 1   | (D2) Metallourg Dniepropetrovsk |
| 17 septembre 1953 | Metallourg Zaporojié (D2) | 6 - 2   | (D2) Spartak Achkhabad          |
| 17 septembre 1953 | Dinamo Alma-Ata (ru) (D2) | 6 - 2   | (D2) Équipe de Léninabad        |
| 17 septembre 1953 | Chakhtior Stalino (D2)    | forfait | (D2) Avangard Tcheliabinsk (ru) |

### Huitièmes de finale
Les rencontres de ce tour sont jouées entre le 18 et le 29 septembre 1953.
| Date              | Locaux                 | Score    | Visiteurs                 |
| ----------------- | ---------------------- | -------- | ------------------------- |
| 18 septembre 1953 | Torpedo Moscou (D1)    | 3 - 1    | (D1) Zénith Léningrad     |
| 21 septembre 1953 | Dynamo Moscou (D1)     | 2 - 2 ap | (D1) Dinamo Léningrad     |
| 22 septembre 1953 | Dynamo Moscou (D1)     | 3 - 0    | (D1) Dinamo Léningrad     |
| 22 septembre 1953 | Lokomotiv Moscou (D1)  | 1 - 0    | (D1) Lokomotiv Kharkov    |
| 24 septembre 1953 | Daugava Riga (D2)      | 0 - 0 ap | (D1) Spartak Vilnius      |
| 25 septembre 1953 | Daugava Riga (D2)      | 1 - 0    | (D1) Spartak Vilnius      |
| 26 septembre 1953 | Spartak Moscou (D1)    | 5 - 0    | (D2) Metallourg Zaporojié |
| 26 septembre 1953 | Dinamo Tbilissi (D1)   | 4 - 0    | (D1) Dynamo Kiev          |
| 28 septembre 1953 | Chakhtior Stalino (D2) | 0 - 0 ap | (D2) Dinamo Alma-Ata (ru) |
| 29 septembre 1953 | Chakhtior Stalino (D2) | 2 - 0    | (D2) Dinamo Alma-Ata (ru) |

### Quarts de finale
Les rencontres de ce tour sont jouées entre le 23 septembre et le 3 octobre 1953.
| Date              | Locaux                 | Score    | Visiteurs              |
| ----------------- | ---------------------- | -------- | ---------------------- |
| 23 septembre 1953 | Torpedo Moscou (D1)    | 0 - 1    | (D1) Zénith Kouïbychev |
| 1er octobre 1953  | Dynamo Moscou (D1)     | 1 - 0    | (D1) Dinamo Tbilissi   |
| 2 octobre 1953    | Chakhtior Stalino (D2) | 2 - 1    | (D2) Daugava Riga      |
| 3 octobre 1953    | Lokomotiv Moscou (D1)  | 1 - 0 ap | (D1) Spartak Moscou    |

### Demi-finales
Les rencontres de ce tour sont jouées les 5 et 6 octobre 1953.
| Date           | Locaux                | Score | Visiteurs              |
| -------------- | --------------------- | ----- | ---------------------- |
| 5 octobre 1953 | Dynamo Moscou (D1)    | 1 - 0 | (D2) Chakhtior Stalino |
| 6 octobre 1953 | Lokomotiv Moscou (D1) | 0 - 2 | (D1) Zénith Kouïbychev |

### Finale
| Titulaires :     |                          |     |
|                  |                          |     |
|                  | Lev Yachine              | 59e |
|                  | Anatoli Rodionov (ru)    |     |
|                  | Konstantin Krizhevsky    |     |
|                  | Boris Kuznetsov          |     |
|                  | Alekseï Vodiaguine (en)  |     |
|                  | Ievgueni Baïkov (ru)     |     |
|                  | Vladimir Ryjkine         |     |
|                  | Konstantin Beskov        |     |
|                  | Vladimir Savdounine (en) |     |
|                  | Sergueï Salnikov         | 70e |
|                  | Vladimir Chabrov (en)    |     |
|                  |                          |     |
| Remplaçants :    |                          |     |
|                  | Vladimir Belyaev         | 59e |
|                  | Vladimir Iline           | 70e |
|                  |                          |     |
| Entraîneur :     |                          |     |
| Mikhail Yakushin |                          |     |

| Titulaires :           |                          |     |
|                        |                          |     |
|                        | Vladimir Kornilov (ru)   |     |
|                        | Aleksandr Skorokhov (ru) |     |
|                        | Igor Gavrilov (ru)       |     |
|                        | Ivan Chiriaïev (ru)      |     |
|                        | Viktor Karpov (ru)       |     |
|                        | Viktor Kirch (ru)        |     |
|                        | Viktor Brovkine (ru)     |     |
|                        | Viktor Vorochilov        |     |
|                        | Aleksandr Goulevski (ru) |     |
|                        | Boris Zapriagaïev        | 70e |
|                        | Fiodor Novikov (en)      |     |
|                        |                          |     |
| Remplaçants :          |                          |     |
|                        | Vadim Redkine (ru)       | 70e |
|                        |                          |     |
| Entraîneur :           |                          |     |
| Piotr Bourmistrov (ru) |                          |     |

| Titulaires :     |                          |     |
|                  |                          |     |
|                  | Lev Yachine              | 59e |
|                  | Anatoli Rodionov (ru)    |     |
|                  | Konstantin Krizhevsky    |     |
|                  | Boris Kuznetsov          |     |
|                  | Alekseï Vodiaguine (en)  |     |
|                  | Ievgueni Baïkov (ru)     |     |
|                  | Vladimir Ryjkine         |     |
|                  | Konstantin Beskov        |     |
|                  | Vladimir Savdounine (en) |     |
|                  | Sergueï Salnikov         | 70e |
|                  | Vladimir Chabrov (en)    |     |
|                  |                          |     |
| Remplaçants :    |                          |     |
|                  | Vladimir Belyaev         | 59e |
|                  | Vladimir Iline           | 70e |
|                  |                          |     |
| Entraîneur :     |                          |     |
| Mikhail Yakushin |                          |     |

| Titulaires :           |                          |     |
|                        |                          |     |
|                        | Vladimir Kornilov (ru)   |     |
|                        | Aleksandr Skorokhov (ru) |     |
|                        | Igor Gavrilov (ru)       |     |
|                        | Ivan Chiriaïev (ru)      |     |
|                        | Viktor Karpov (ru)       |     |
|                        | Viktor Kirch (ru)        |     |
|                        | Viktor Brovkine (ru)     |     |
|                        | Viktor Vorochilov        |     |
|                        | Aleksandr Goulevski (ru) |     |
|                        | Boris Zapriagaïev        | 70e |
|                        | Fiodor Novikov (en)      |     |
|                        |                          |     |
| Remplaçants :          |                          |     |
|                        | Vadim Redkine (ru)       | 70e |
|                        |                          |     |
| Entraîneur :           |                          |     |
| Piotr Bourmistrov (ru) |                          |     |